# قائمة المطابخ
فيما يلي قائمة بالمطابخ. الـمطبخ:هو مجموعة محددة من تقاليد وممارسات الـطبخ، وغالباً ما ترتبط بـثقافة أو منطقة معينة. ويشمل كل المطبخ إعداد الطعام بأسلوب خاص ، أصناف محددة من الـطعام والشراب، لإنتاج مواد تُستهلك بشكل فردي أو كـوجبات متميزة. كثيرًا ما يتم تسمية المطبخ بـالمنطقة أو المكان الذي نشأ فيه. يتأثر المطبخ بشكل أساسي بالمكونات المتوفرة محليًا أو من خلال التجارة. يمكن لقوانين الطعام الدينية أيضًا أن تمارس تأثيرًا قويًا على ممارسات الطهي تلك.

## مطابخ حسب المنطقة
- مطبخ عالمي: مطبخ يُمارس حول العالم. يعد المطبخ أسلوبًا مميزًا لممارسات وتقاليد الطهي،[1] غالبًا ما يرتبط بمنطقة أو دولة معينة [2] لكي يُصبح المطبخ المحلي أو الإقليمي أو الوطني مطبخًا عالميًا، يجب أن ينتشر حول العالم مع تقديم طعامه في جميع أنحاء العالم.
- مطبخ إقليمي: بناءً على المناطق الوطنية أو الحكومية أو المحلية [3] قد تختلف المأكولات الإقليمية بناءً على توافر الغذاء والتجارة، وتنوع الـمناخ، وتقاليد وممارسات الطهي، والاختلافات الثقافية [4] أحد التعريفات الجديرة بالملاحظة عن المطبخ التقليدى: «المطبخ التقليدي هو تقليد متماسك لإعداد الطعام ينبع من الحياة اليومية ومطابخ الأشخاص على مدى فترة طويلة في منطقة معينة من بلد ما، أو بلد معينة، والتي لها- عند تحديدها- اختلافات ملحوظة عن مطبخ البلد ككل».[5]

- قائمة المطابخ الأفريقية
- قائمة مطابخ الأمريكتين
- قائمة المطابخ الآسيوية
- قائمة المطابخ الأوروبية
- مطبخ أوقيانوسيا

## أنماط المطبخ

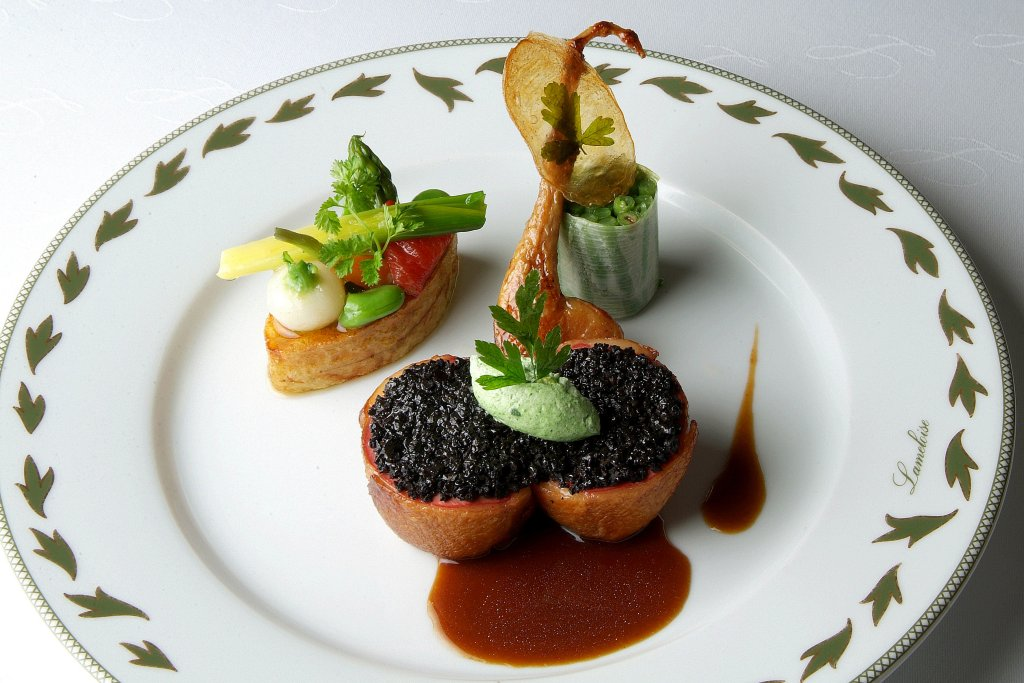
عرض تقديمي للمأكولات الجديدة من قبل جاك لاميلواز(طاهي حائز على ثلاث نجوم في دليل ميشلان)

- - مطبخ فيوجن
  - هوت كوزين
  - نوفيليو كوزين
  - خضرية
  - مطبخ نباتي

## المأكولات العرقية والدينية

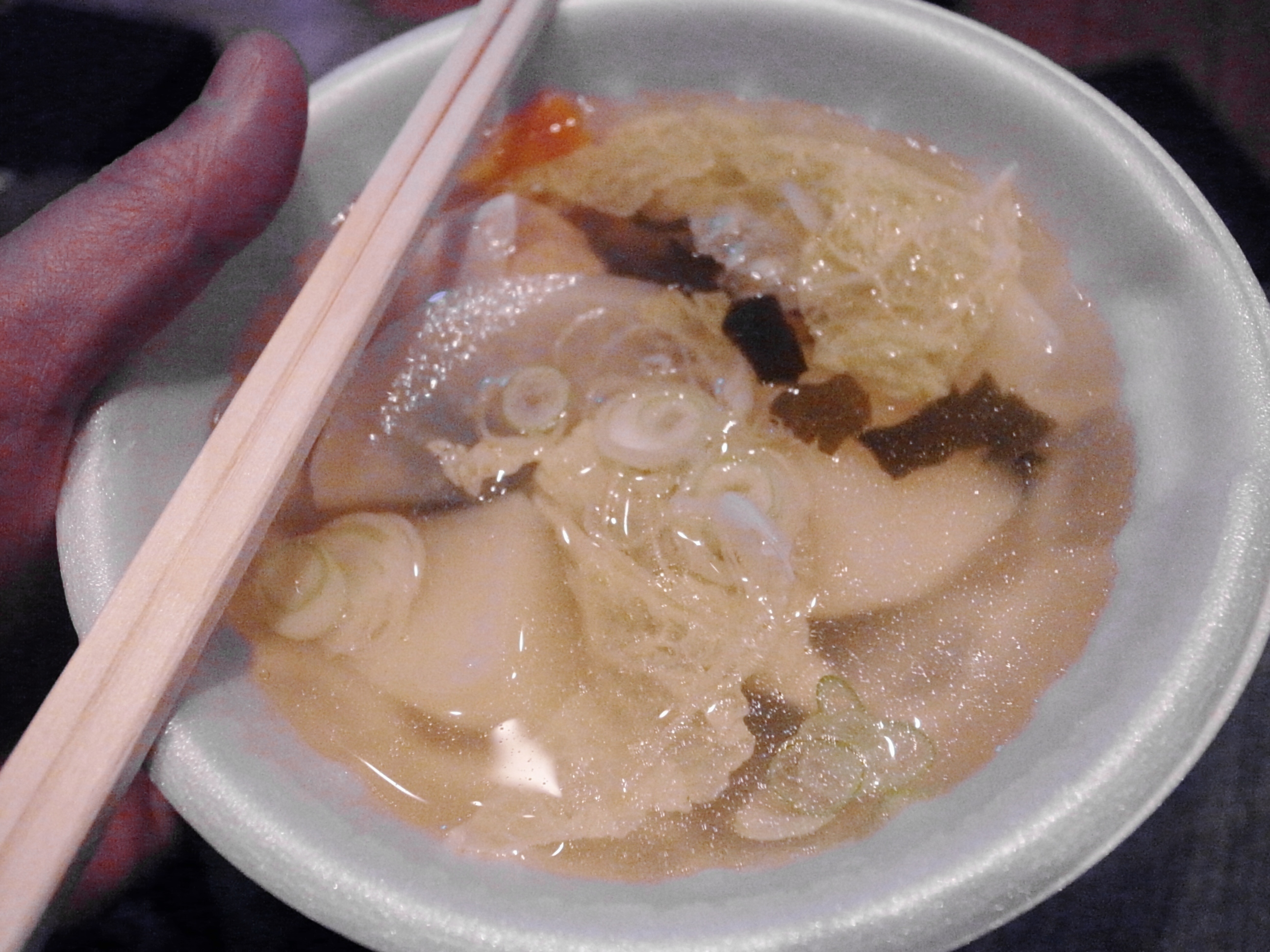
أوهاو، حساء الأينو التقليدي

- مطبخ إينو
- مطبخ ألبانى
- مطبخ أرجنتينى
- مطبخ تيليوغو
- مطبخ أمريكي
- مطبخ أنجلوهندي
- مطبخ عربى
- مطبخ أرمني
- مطبخ آشورى/ سريانى/ كلدانى
- مطبخ أوادى
- مطبخ أذربيجانى
- مطبخ بلوشي
- مطبخ بشكيرى
- المطبخ البيلاروسى
- مطبخ بنغلاديشى
- مطبخ بنغالى
- مطبخ أمازيغى
- مطبخ برازيلى
- مطبخ بريطاني
- مطبخ بوذي
- مطبخ بلغارى
- مطبخ الكاجون
- المطبخ الكانتونى
- مطبخ كاريبي
- مطبخ شيشانى
- مطبخ صيني
- مطبخ إسلامي صيني
- مطبخ شركسى
- مطبخ تتار القرم
- مطبخ قبرصي
- مطبخ تشيكى
- مطبخ دنماركي
- مطبخ مصرى
- مطبخ إنجليزى
- المطبخ الإثيوبى
- المطبخ الإريترى
- مطبخ إستونى
- مطبخ فرنسى
- مطبخ فلبينى
- المطبخ الجورجى
- مطبخ ألمانى
- مطبخ غوانى
- مطبخ غوانى كاثوليكى
- مطبخ يونانى
- مطبخ غوجاراتي
- مطبخ حيدرأباد
- مطبخ هندي
- المطبخ الهندي الصيني
- مطبخ سنغافوري هندي
- مطبخ أندونيسى
- مطبخ الإنويت
- مطبخ أيرلندي
- المطبخ الإيطالي الأمريكي
- مطبخ إيطالي
- مطبخ جامايكى
- مطبخ يابانى
- مطبخ يهودي - مطبخ إسرائيلي
- مطبخ كارناتاكى
- مطبخ كازاخستانى
- مطبخ كيرالى
- مطبخ كورى
- مطبخ كردي
- مطبخ لاوسي
- مطبخ لبناني
- مطبخ لاتفى
- مطبخ ليتوانى
- مطبخ كريول لويزيانا
- مطبخ ماهاراشترا
- مطبخ مانجالورى
- المطبخ الماليزى
- المطبخ الصيني الماليزي
- المطبخ الهندي الماليزي
- مطبخ متوسطى
- مطبخ مينونايت
- مطبح مكسيكي
- مطبخ موردوفيا
- مطبخ مغولى
- مطبخ السكان الأصليين للأمريكتين
- مطبخ نيبالي
- مطبخ نيو مكسيكو
- مطبخ أوديا
- مطبخ فارسي
- مطبخ البشتو
- مطبخ بولندى
- مطبخ بنسلفانيا الهولندية
- مطبخ باكستاني
- مطبخ بيراناكان
- مطبخ إيرانى
- مطبخ بيرو
- مطبخ برتغالى
- المطبخ البنجابى
- مطبخ كويبيك
- مطبخ راجاستانى
- مطبخ روماني
- مطبخ رومانيا
- مطبخ روسى
- مطبخ سامى
- مطبخ صربى
- مطبخ سندى
- مطبخ سلوفاكى
- مطبخ سلوفينى
- مطبخ صومالي
- مطبخ جنوب الهند
- مطبخ سوفييتي
- مطبخ أسبانى
- مطبخ سريلانكى
- مطبخ تايواني
- مطبخ التتار
- مطبخ تكساس
- مطبخ تايلاند
- مطبخ تركى
- مطبخ التاميل
- مطبخ أودوبي
- مطبخ أوكرانى
- مطبخ فيتنامي
- مطبخ يامال
- مطبخ زامبيا
- مطبخ زنجباري

## مطابخ تاريخية
- - مطبخ يوناني قديم
  - مطبخ روماني قديم
  - مطبخ الأزتك
  - مطبخ المايا القديم
  - مطبخ القرون الوسطى